# Villavaler
Villavaler es una parroquia del concejo asturiano de Pravia, en España. Alberga una población de 117 habitantes (INE 2011) en 149 viviendas y ocupa una extensión de 8,43 km².
Está situada en la zona noroeste del concejo, a 14,1 km de la capital, Pravia. Limita al norte con la parroquia de Faedo, en el concejo de Cudillero; al este con la de Inclán; al sur con la de Arango; al oeste y suroeste con la de Folgueras; y al noroeste con la de San Martín de Luiña, en Cudillero.
Se celebra la festividad de San Agustín.
Entre los personajes ilustres de Villavaler, encontramos a ladoctora Áurea Matilde Fernández Muñiz, Premio Nacional de Ciencias Sociales en Cuba, y destacada historiadora, hija de dos maestros rurales avecindados en Villavaler antes de la guerra civil: José Fernández y Consuelo Muñiz. Además nacieron allí otros dos de los cuatro hijos de estos maestros: el doctor en Ciencias José Luis Fernández Muñiz, Premio Pablo Miquel a la Enseñanza de las Matemáticas  en Cuba y la Psicóloga Bertha Fernández Muñiz. La primera hija, la Filóloga María Dolores Fernández Muñiz nació en Oviedo, pero vivió la mayor parte de su infancia en Villavaler.
También nació en esta parroquia Luis Folgueras y Sion, que fue el primer obispo de la diócesis de Tenerife (1825-1848), hasta que fue nombrado arzobispo de Granada. Había nacido el 13 de diciembre de 1769 y murió en esta ciudad en 1850.

## Poblaciones
Según el nomenclátor de 2011 la parroquia está formada por las poblaciones de:
- Carceda (aldea): 2 habitantes.
- Lomparte (Llomparti en asturiano) (aldea): 26 habitantes.
- Omedas (Umedas) (aldea): 15 habitantes.
- Palación (lugar): 31 habitantes.
- Perriella (aldea): 19 habitantes.
- San Bartolomé (San Bartuelu) (lugar): 12 habitantes.
- Sangreña (lugar): 6 habitantes.
- Valdidiello (Valdidiellu) (casería): 6 habitantes.